# Diasybra ochreobasalis
Diasybra ochreobasalis är en skalbaggsart som beskrevs av Stefan von Breuning 1959. Diasybra ochreobasalis ingår i släktet Diasybra och familjen långhorningar. Inga underarter finns listade i Catalogue of Life.